# 赤德松贊
赤德松赞（藏語：ཁྲི་ལྡེ་སྲོང་བཙན，威利转写：Khri-lde Srong-btsan，THL：Tridé Songtsen，761年—815年），是吐蕃的40代赞普（798年－815年在位），赤松德赞的幼子。798年，其兄牟如赞普即位后，吐蕃发生内乱，木奈赞普、牟如赞普相继被杀。赤德松赞在佛教僧人的保护下免于灾难，所以继位后大力发展佛教。
此外，他在位期间曾與南诏、唐朝、回鹘发生战争，后来又与唐朝和解。他还积极出兵中亚，与黑衣大食（阿拔斯王朝）在争夺该地区的霸主地位。

## 生平

### 即位
赤德松赞是赤松德赞的幼子，在诸兄弟中排行第四，为王妃蔡邦·玛加东格（藏語：ཚེས་པང་ཟམོ་རྒྱལ་ལྡོང་སྐར།）所生，也是木奈赞普和牟如赞普的弟弟。两位兄长在内乱中先后被杀之后，他于798年被僧人娘·定埃增（藏語：མྱུང་ཏིང་ངེ་འརྗིན）拥立为赞普。
据说当时群臣对年幼的王子执政能力表示怀疑，为考验其王者的威严，大臣们让他坐在座位上，将许多珍宝饰物戴在其头顶上。由于太重，赤德松赞的脖子摇摆不稳。大臣认为这是吉祥之相，于是同意立他为王，并给他取了“塞纳勒·江永”（藏語：སད་ན་ལེགས་མཇིང་ཡོན，意思是“试行伦颈王”）的绰号。

### 支持佛教
赤德松赞即位后，为了压制外戚和贵族大臣的势力，让僧侣干预政治。赤德松赞特意新设立了僧相（藏語：བང་ཆེན་པོ་，音译“钵阐布”，意思是“大吉祥”）一职，位置在大论之上，并任命自己的师父娘·定埃增为僧相，尊称其为“钵阐布定埃增”（ 藏語：བང་ཆེན་པོ་ཏིང་ངེ་འརྗིན）；同时又任命贝吉云丹（藏語：དཔཁ་གྱི་ཡོན་ཏན་）为僧相，尊称为“钵阐布云丹”（藏語：བྲན་ཁ་དཔལ་གྱི་ཡོན་ཏན་）。赤德松赞又多次提升僧相的地位和权力，以限制诸大臣。在僧相的支持下，佛教迅猛的发展，并成为吐蕃所有人自幼都要信仰的宗教。
赤德松赞本人也笃信佛教。他聘请了天竺的毕玛拉米扎（藏語：བི་མ་ལ་མི་ཏྲ）、咱纳斯纳（藏語：ཛྙྰ་ན་སེ་ན）、尼婆罗的吽嘎（藏語：ཧྰ་ཀ་ར）等高僧，广译佛经。他下令规范佛教术语的藏语译名，并且禁止百姓创造新的佛教术语；如果不得已必须创造的，必须呈报给僧相，并且在赞普的批准下才能使用。
他又在拉萨河下游建立噶琼多吉英寺（藏語：དཀར་ཆུང་རྡོ་རྗེ་དབྱིངས་ཀྱི་ལྟ་ཁང），下令禁止反对佛教和毁坏寺院，并大集王妃、诸侯（各属国君主）以及群臣，要求发誓永远信仰佛教。

### 与唐朝、黑衣大食的战争
在军事上，赤德松赞继承了父亲的方针，对唐朝进攻，但主要的战场转为了东南方向（也就是唐朝的西南边境一带）。赤德松赞不能容忍南诏王异牟寻的背叛，将其视为最大的威胁。799年与800年，吐蕃先后两次攻打南诏并袭击唐朝的巂州，但因为南诏与唐朝的互相支援而无功而返。吐蕃的将领害怕赤德松赞问罪，相继投降唐朝。801年，吐蕃与康国、黑衣大食的军队又在三泸水受到了唐朝与南诏联军的攻击，全军覆没。
为了讨伐南诏，赤德松赞下令在吐蕃大规模征兵，每三户出一卒，调往南诏的边境。同时发兵攻打唐朝的西境盐州、灵州、麟州等地。唐朝派遣韦皋前往防御。韦皋以围魏救赵的计策攻打维州（吐蕃称之为无忧城）、保州、松州等城，大破之。为了防御唐军的进攻，赤德松赞于802年派遣内大相论莽热兼任松州五道节度兵马都统、群牧大使，前往支援维州。但论莽热中诱敌之计而被俘；而唐军的围攻也受到了蕃军的顽强抵抗。
此后吐蕃的势力受到了重创，于次年遣使通好于唐朝。唐朝也遣使出使吐蕃。805年唐德宗去世时，赤德松赞派人献金银、牛马吊唁。806年和807年，双方释放了俘虏。815年双方开始互市。
此外，吐蕃还于815年派遣尚绮心儿（藏語：ཞང་ཁྲི་སུམ་རྗེ་སྤེག་ལྟ།）讨伐党项和已经走向衰弱的回鹘，迫近回鹘的牙帐。但次年尚绮心儿得知赤德松赞去世的消息时撤军回国。
赤德松赞还在西域与黑衣大食（阿拔斯王朝）争雄，而今日阿富汗的喀布尔地区和巴基斯坦的信德省地区，都爆发了反对黑衣大食统治的起义。吐蕃趁机出兵中亚，击败了黑衣大食并将一些小国变成自己的属国。根据阿拉伯历史学家雅库比的记载，吐蕃军队向西进攻黑衣大食，包围了中亚河中地区的撒马尔罕。吐蕃在西域的守将送给哈里发麦蒙一个用金玉雕凿的塑像，被送到麦加的克尔白。
815年，赤德松赞逝世，时年54岁。葬于琼结的“杰钦朱日”陵（藏語：རྒྱལ་ཆེན་འཕྲུལ་རི），其陵墓位于松赞干布陵的前面，里面堆满了财宝。他有五个儿子，长子藏玛（藏語：གཙང་མ་）出家为僧，两个夭折。剩下的二子，可黎可足崇佛，朗达玛反佛且暴躁。可黎可足遂在群臣的拥戴下继承王位。

## 脚注
1. ↑  《五部遗教》称莲花生曾给赤德松赞取名穆底赞普，但目前学界一般认为穆底赞普是赤德松赞的哥哥牟如。
2. 1 2  《贤者喜宴》235页
3. ↑  《汉藏文书》记载有这个故事。参见《贤者喜宴》246页，脚注34。
4. ↑  《吐蕃史稿》193~194页
5. ↑  《贤者喜宴》236~239页
6. ↑  《新唐书·南诏传》
7. ↑  《新唐书·吐蕃传》
8. ↑  《旧唐书·吐蕃传》
9. ↑  赤德松赞墓碑
10. ↑  Shakabpa, Tsepon W. D. Tibet: A Political History (1967), p. 48. Yale University Press, New Haven and London